# Бротце, Иоганн Кристоф
Иоганн Кристоф Бро́тце (также Бро́це; нем. Johann Christoph Brotze, латыш. Johans Kristofs Broce; 12 сентября 1742, Гёрлиц — 16 августа 1823, Рига) — лифляндский педагог, историк и этнограф.

## Биография
Родился 12 сентября 1742 года в саксонском городе Гёрлиц. Учился в Лейпцигском университете (1764—1767), окончил Виттенбергский университет со степенью доктора философии (1768). С 1769 года преподаватель Императорского лицея в Риге, впоследствии его ректор (с 1801) и старший преподаватель (1804—1815).
Умер в Риге 4 (16) августа 1823 года.
Наиболее известен своим капитальным трудом «Sammlung verschiedener Liefländischer Monumente, Prospecte, Wapen, etc.», в котором на более чем трёх тысячах листах даны тщательно исполненные рисунки с подробным описанием лифляндских мыз, замков, мостов, церквей, общественных зданий и их обитателей.

## Память

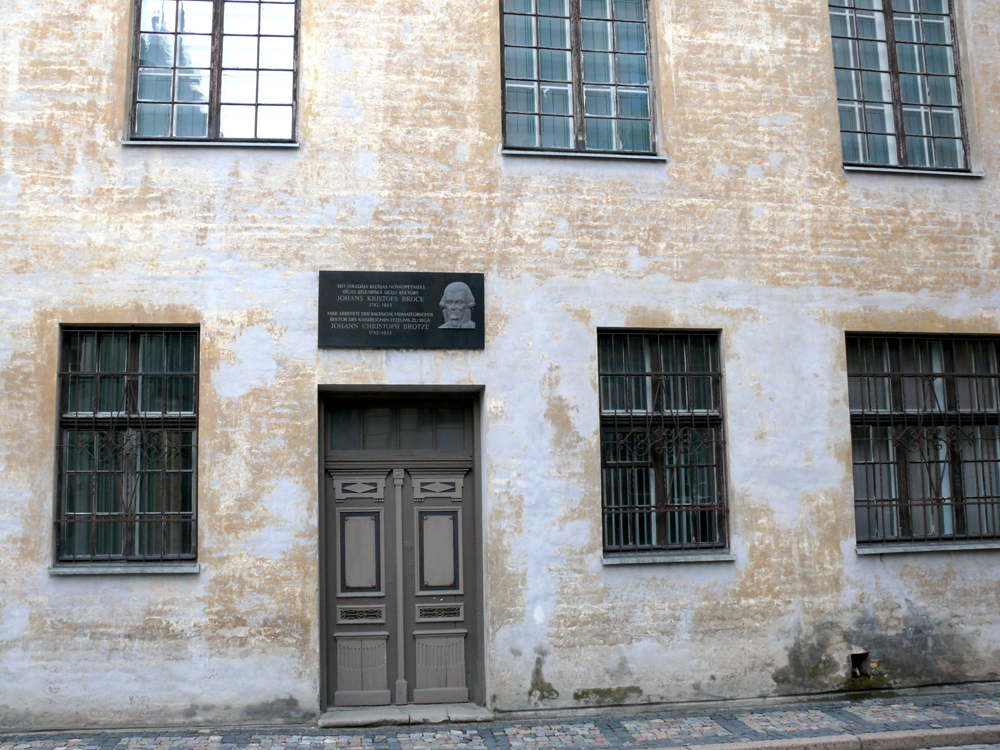
Мемориальная доска на стене Рижского Императорского лицея

- Мемориальная доска на здании лицея в Старой Риге.